# جيبيك
جيبيك (- 20 أغسطس 660) كان قائداً عسكرياً كورياَ في عصر مملكة بايكتشي.عاش في أوائل القرن السابع لا يُعرف سوى القليل عن حياته الشخصية - بما في ذلك سنة ومكان ولادته.